# Porodní plán
Porodní plán (také porodní přání) je písemný dokument, ve kterém těhotná žena formuluje své představy, přání a požadavky týkající se průběhu porodu a poporodní péče. Slouží jako komunikační prostředek mezi rodičkou a zdravotnickým personálem a má za cíl přispět k informovanému a respektujícímu vedení porodu. Porodní plán může zahrnovat preference ohledně prostředí, poloh při porodu, způsobů tišení bolesti, zásahů do průběhu porodu, přítomnosti doprovodu, zacházení s novorozencem i poporodní péče o rodičku.
Vypracování porodního přání je dobrovolné. V ideálním případě se o jeho obsahu diskutuje předem, například během předporodní konzultace s porodní asistentkou nebo lékařem. Přestože zdravotnický personál není povinen všem požadavkům vyhovět, porodní přání pomáhá předcházet nedorozuměním a podporuje individuální a partnerský přístup k porodu. Zdravotníci mají podle doporučení Ministerstva zdravotnictví České republiky přihlížet k porodnímu plánu jako k relevantní součásti zdravotnické dokumentace.

## Rozdíl mezi porodním plánem a dříve vysloveným přáním
V kontextu porodní péče se dříve vyslovené přání a porodní plán liší především svou právní povahou a závazností. Porodní plán je neformální dokument, kterým rodička vyjadřuje své představy a přání ohledně vedení porodu a poporodní péče; slouží jako podklad pro komunikaci se zdravotníky a jeho respektování závisí na okolnostech a přístupu konkrétního zařízení. Naproti tomu dříve vyslovené přání je právně závazný akt podle § 36 zákona č. 372/2011 Sb., jímž pacientka stanoví, jaké zákroky v budoucnu přijímá či odmítá, pro případ, že nebude schopna vyjádřit souhlas. Musí být písemné, opatřené úředně ověřeným podpisem a doložené poučením od lékaře. Lze je také sepsat při přijetí do péče, kdy jej podepíše pacientka, zdravotník a svědek. V porodnictví má takové přání vyšší váhu než porodní plán – zdravotnický personál je povinen ho respektovat, pokud splňuje zákonné náležitosti, bez ohledu na vnitřní pravidla porodnice.
Dříve vyslovené přání je personál povinen respektovat, pokud splňuje zákonné náležitosti, a v kontextu porodu na něj obvykle nedopadá žádná ze zákonných výjimek. Mezi tyto výjimky patří např. zásadní vývoj medicíny od sepsání přání, obsah vedoucí k aktivnímu způsobení smrti rodičky, ohrožení jiných osob nebo situace, kdy by přerušení započatých výkonů vedlo k úmrtí rodičky. V praxi je sporný zejména bod o ohrožení jiných osob, neboť plod není podle zákona „jinou osobou“ před narozením. Z právního hlediska plod není považován za „jinou osobu“ podle § 36 zákona o zdravotních službách.

## Struktura porodního plánu
Efektivní porodní plán by měl být přehledně a logicky strukturovaný. Lze ho konzultovat s personálem porodnice před porodem.
- Rozdělení podle fází porodu: otevírací, vypuzovací a poporodní období
- Úvodní část: postoj rodičky k porodu, důvěra ve zdravotnický personál nebo základní preference
- Podrobné specifikace přání: poloha při porodu, použití analgezie nebo přítomnost doprovodu u porodu
- Část týkající se péče o novorozence: odmítnutí či povolení rutinní vážení a měření, informace ohledně otření či umytí novorozence[3], informace o prokapání očí dezinfekčními kapkami, povolení či odmítnutí aplikace vitamínu K injekčně nebo orálními kapkami[4] apod.
- Část týkající se péče o matku a dítě po porodu: oddálení nebo odmítnutí nástřihu hráze[5], oddálení přestřihnutí pupeční šňůry, poporodní bonding s novorozencem, umístění dítěte a matky tzv. rooming-in, odmítnutí podání náhražek mateřského mléka, způsob ošetření porodních poranění, poporodní klid nebo klidový režim, přání týkajících se podpory při kojení apod.